# San Jose Lasers 1997-1998
La stagione 1997-98 delle San Jose Lasers fu la 2ª nella ABL per la franchigia.
Le San Jose Lasers arrivarono terze nella Western Conference con un record di 21-23. Nei play-off vinsero il primo turno con le New England Blizzard (2-0), perdendo poi in semifinale con le Columbus Quest (2-0).

## Roster
| N° | Naz.                   | Ruolo | Sportivo             | Anno | Alt. | Peso |
| -- | ---------------------- | ----- | -------------------- | ---- | ---- | ---- |
|    | Stati Uniti (bandiera) | G     | Jennifer Azzi        | 1968 | 173  | 65   |
|    | Stati Uniti (bandiera) | AC    | Kisa Bradley         | 1974 | 196  | 84   |
|    | Stati Uniti (bandiera) | G     | Laurie Byrd          | 1960 | 167  | 59   |
|    | Stati Uniti (bandiera) | C     | Katryna Gaither      | 1975 | 191  | 77   |
|    | Australia (bandiera)   | G     | Shelley Gorman       | 1969 | 183  | 66   |
|    | Stati Uniti (bandiera) | G     | Sonja Henning        | 1969 | 170  | 65   |
|    | Stati Uniti (bandiera) | G     | Kedra Holland-Corn   | 1974 | 173  | 59   |
|    | Stati Uniti (bandiera) | C     | Anita Kaplan         | 1973 | 196  | 82   |
|    | Mozambico (bandiera)   | AC    | Clarisse Machanguana | 1976 | 196  | 82   |
|    | Stati Uniti (bandiera) | GA    | Sheri Sam            | 1974 | 183  | 73   |
|    | Stati Uniti (bandiera) | A     | Charlotte Smith      | 1975 | 178  | 66   |

## Staff tecnico
Allenatore: Angela Beck